# Ohióban történt légi közlekedési balesetek listája
Az Ohióban történt légi közlekedési balesetek listája az Amerikai Egyesült Államok Ohio államában történt halálos áldozattal járó, illetve a kisebb balesetek, meghibásodások miatt történt, gyakran csak az adott légiforgalmi járművet érintő baleseteket is tartalmazza évenkénti bontásban. 
1964 és 2017 februárja között összesen 579 halálos áldozattal járó légi közlekedési baleset történt az államban az NTSB adatai szerint.

## Ohióban történt légi közlekedési balesetek

### 2013
- 2013. június 23. 12:45, Vectren Dayton Air Show, bemutató közben. Egy 450 HP Stearman repülőgép épp manővert hajtott végre egy helyi légiparádén, amikor lezuhant és kigyulladt. A gép pilótája és utas életét vesztette.[2][3]

### 2014
- 2014. szeptember 20., Liberty Twp. Egy civil építésű Manweiler Acro Sport II típusú kisrepülőgép lezuhant. A hatóságok pilótahibát és műszaki meghibásodást állapítottak meg a baleset okaként. Kettő fő életét vesztette a balesetben.[4]

### 2015
- 2015. november , Akron. A ExecuFlight légiközlekedési vállalat Hawker 700 típusú kisrepülőgépe egy kisebb négy lakásos társasházba csapódott. Az épületben nem tartózkodott senki a baleset idején. A gép két pilótája és a Pebb Enterprises ingatlanközvetítő cég munkatársai közé tartozó 7 utasa életét vesztette a balesetben. Az 1970 és 2015 közötti időszakot tekintve ez a baleset volt a legtöbb halálos áldozatot követelő tragédia az államban.[5]

### 2016
- 2016. január 26. Xenia. 18:00 előtt (helyi idő szerint), Egy Cirrus SR–22 típusú kisrepülőgép leszállás közben hegyoldalnak csapódott. A gép pilótája életét vesztette.[6]
- 2016. július 22., Harmony Twp. Egy RV-9A típusú kisrepülőgép egy felázott talajú kukoricaföldre zuhant a viharos időjárás miatt. A gép pilótája és tulajdonosa a 81 éves Levon King és felesége a 85 éves Gloria King életét vesztette a balesetben.[7]
- 2016. október 16., Camp Kern, Turtlecreek Twp. A 32 perccel korábban a wilmongtoni repülőtérről induló Van’s RV-4 típusú, N2626C lajstromjelű repülőgép útközben légvezetéknek csapódott és lezuhant. Kettő fő, egy 36 és egy 43 éves férfi életét vesztette a balesetben.[8]

### 2017
- 2017. február 19., Springfield, egy sportrepülőtér közelében. Egy fő, a 24 éves Jordan A. Spier életét vesztette, mikor lezuhant repülőgépével.[9]

### 2019
- 2019. június 20. 16:47 körül (helyi idő szerint), Elida közelében. Egy Beechcraft A36 Bonanza kisrepülőgép a földnek csapódott. A gép két pilótája életét vesztette a balesetben. A földön nem sérült meg senki.[10][11]